# Willi Schneider
Wilfried „Willi” Schneider (ur. 12 marca 1963 w Mediaș) – niemiecki skeletonista, dwukrotny medalista mistrzostw świata oraz zdobywca Pucharu Świata.

## Kariera
Pierwszy sukces w karierze osiągnął w sezonie 1996/1997, kiedy zajął trzecie miejsce w klasyfikacji generalnej Pucharu Świata. Rok później zwyciężył w tej klasyfikacji, wyprzedzając Japończyka Kazuhiro Koshiego i swego rodaka Andy'ego Böhme'a. W 1998 roku zdobył także złoty medal na mistrzostwach świata w Sankt Moritz, gdzie pokonał dwóch Szwajcarów: Alaina Wickiego i Felixa Polettiego. Podczas rozgrywanych w 1999 roku mistrzostw świata w Altenbergu Schneider zajął trzecie miejsce; wyprzedzili go tylko Jimmy Shea z USA i Andy Böhme. W 2002 roku wystartował na igrzyskach olimpijskich w Salt Lake City, zajmując dziewiąte miejsce.